# Microglía

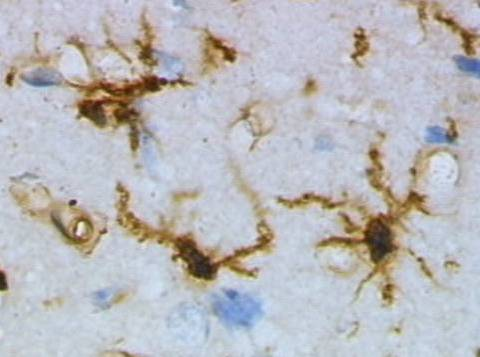
Células microglia, la primera y principal línea de defensa del sistema nervioso central.

Las microglías, microgliales o células de Hortega son células neurogliales del tejido nervioso con capacidad fagocitaria y de soporte, que forman el sistema inmunitario del sistema nervioso central (SNC) y que constituyen aproximadamente el 10% de las células del cerebro. Se originan durante el desarrollo a partir de precursores mesenquimales que, independientemente de la circulación sanguínea, penetran en el parénquima cerebral. Durante la vida adulta se ha propuesto que se pueden renovar por división in situ, a partir de precursores de la médula ósea, o desde monocitos que alcanzan el sistema nervioso a través de la sangre. Sin embargo, la producción de microglía a partir de precursores de la médula ósea o monocitos circulantes sólo se ha observado tras irradiar el sistema nervioso central.[cita requerida] Representan el sistema fagocítico mononuclear en el sistema nervioso central.

## Funciones

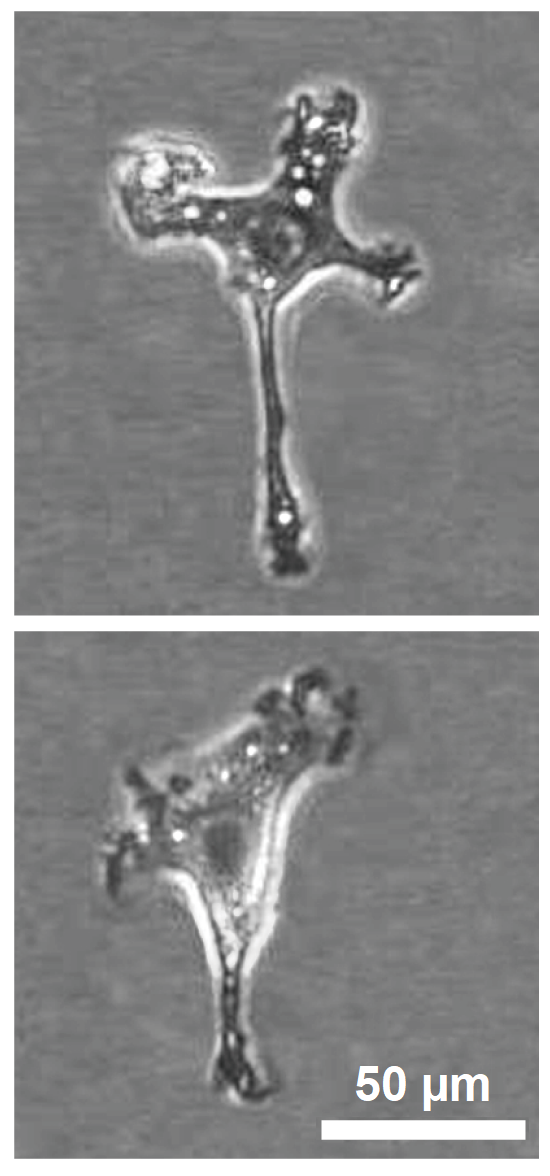
Dos células de microglia con Lamelipodios de aspecto "ameboide".

Se encuentran diseminadas en la totalidad del SNC, son células de pequeño tamaño, tinción oscura y asemejan débilmente oligodendrocitos. Tienen un citoplasma escaso, un núcleo oval o triangular y prolongaciones irregulares cortas. Estas células funcionan como fagocitos eliminando sustancias de desecho y estructuras dañadas del SNC. La microglia también defiende el sistema nervioso de virus, microorganismos y tumoraciones. Cuando por cualquier razón se activan, actúan como células presentadoras de antígenos y segregan citocinas. A diferencia del resto de células neurogliales, estas células no se originan del tubo neural, sino que tienen origen mesodérmico.
Las células de microglía cumplen funciones importantes no sólo relacionadas con la eliminación de residuos o la respuesta inmune. Por ejemplo, se sabe que juegan un papel importante durante el desarrollo en la inducción de muerte celular controlada en ciertas regiones. Además, también parecen tener un papel en la angiogénesis (generación de vasos sanguíneos). También existen estudios que demuestran que las células de microglía están implicadas en la eliminación de las terminales sinápticas. No obstante, el papel más ampliamente conocido de la microglía es el de vigilar el sistema nervioso central. Las células de microglía "no activas" están continuamente analizando su entorno con sus terminaciones, que son altamente dinámicas. Cuando se produce un daño en el sistema nervioso central las células de microglía reaccionan y se acercan a la lesión. También, "activadas" modifican su morfología (normalmente ramificada) y adquieren un aspecto ameboide, debido a la proyección de Lamelipodios. Además, las células de microglía expresan moléculas proinflamatorias que tienen por objetivo eliminar células dañadas o infectadas y a agentes patógenos que pudieran ser perjudiciales. Sin embargo, estas moléculas también pueden dañar a neuronas sanas. Por otro lado, las células de microglía son capaces de producir moléculas antiinflamatorias que consiguen frenar el proceso inflamatorio y aumentar la supervivencia de las células viables.
Contienen lisosomas y cuerpos residuales. Generalmente se la clasifica como célula de la neuroglia. Presentan el antígeno común leucocítico y el antígeno de histocompatibilidad clase II, propio de las células presentadoras de antígenos. Además presentan receptores para moléculas señal propias del encéfalo, como el glutamato y el GABA

## Historia
A mediados del s. XIX Rudolf Virchow estableció en una conferencia impartida en el Instituto de Patología de la Universidad de Berlín que el cerebro está formado por neuronas y células que actúan de pegamento neuronal (neuroglía). A finales de dicho siglo se comienzan a identificar los diferentes tipos celulares que conforman la neuroglía. Las primeras en ser identificadas fueron los astrocitos, en 1895 por Mihály Lenhossék. En 1919 Pío del Río Hortega identificó la microglía (debido a lo cual también se las denomina células de Hortega) y describió algunas de sus características: células fagocitarias de origen mesodérmico con capacidad migratoria y de sufrir cambios morfológicos. En 1921 este discípulo de Cajal también identificó a los oligodendrocitos.
A finales del s.XX el grupo de psicología experimental de la Universidad de Oxford clasificó a las células microgliales en 3 tipos atendiendo a su morfología, localización tisular y duración de actividad fagocitaria.
Y en la actualidad, numerosos investigadores de todo el mundo pretenden establecer una relación entre morfología celular microglial y los niveles de expresión de mediadores inmunológicos por parte las mismas, mediante el uso de diferentes softwares.

## Microgliogénesis
Durante la hematopoyesis primitiva en ratones, esto es, en la etapa embrionaria y fetal, a partir del día 6.5 post-coito (pc), surgen, en el saco vitelino, células madre hematopoyéticas (CMH) que originarán células progenitoras de distintos linajes. Entre los días 7.5 – 8.0 pc, surgen células progenitoras eritromieloides (KIT+, Ter119+ y RUNX1+). A lo largo del día 9.0 pc estas células expresan CD45, pero no marcadores mieloides (estadio A1), más tarde expresan marcadores mieloides como los receptores de quimiocinas CX3C1 (CX3CR1) y del factor estimulante de colonia 1 (CSF1R), así como la glicoproteína F4/80 (estadio A2). Además, expresan metaloproteinasas (MMP-8 y MMP-9) lo que sugiere que, a partir de ese momento, empiezan a migrar hacia el mesénquima neuronal. Mientras tanto, estas continúan madurando y, aproximadamente, en el día 14.0 pc las células adquieren una morfología ramificada. Por otro lado, durante la hematopoyesis definitiva; es decir, una vez que la aorta gonadal-mesonefro (AGM) y el hígado fetal se han vuelto los principales órganos hematopoyéticos (durante los días 10.5 y 12.5 pc, respectivamente), se forman fagocitos-mononucleares que migran hacia el cerebro, sin embargo, estos son macrófagos distintos a la microglía y residen perivascularmente, en el plexo coroideo y en meninges. 
Postnatalmente, los monocitos formados en la médula ósea de huesos largos, a partir de precursores leucocitarios, migran vascularmente y colonizan los tejidos.

## Nomenclatura
Clásicamente a estas células, al igual que a los macrófagos periféricos, se las ha denominado “en reposo, inactiva o vigilante” y “activada” (haciendo referencia al estado inmunológico celular). Sin embargo, hay que tener en cuenta que las células microgliales siempre se encuentran bioquímica y funcionalmente activadas, pues ejercen muchas otras funciones además presentar antígenos y liberar citoquinas implicadas en inflamación. Esto ha llevado a generar un debate acerca de la nomenclatura de estas en el que muchos científicos consideran impropia la terminología empleada y proponen otros términos que no hagan alusión a la función, sino al contexto: condiciones fisiológicas de tejido/condiciones basales (“microglía homeostática” en vez de “en reposo o vigilante”) y a las señales particulares a las que responde inmunológicamente en contexto patológico (“reactiva a” en vez de “activada”)
Por otra parte, a la microglía “activada” se la ha clasificado tradicionalmente en “M1 o perjudicial” y “M2 o beneficiosa” (haciendo referencia a los macrófagos que se han activado inmunológicamente por la vía clásica y presentan actividad proinflamatoria o que se han activado por la vía alternativa y presentan actividad antiinflamatoria respectivamente). Sin embargo, diferentes estudios de células individuales han proporcionado evidencia de que la microglía en el cerebro vivo no se polariza hacia ninguna de estas dos categorías, sino que lleva a cabo respuestas más complejas que simplemente “M1” y “M2”, y a menudo co-expresa marcadores tradicionalmente asociados a una de estas dos categorías. Por ello, actualmente se recomienda evitar estrictamente las etiquetas M1 y M2. No obstante, aún no se ha llegado a un consenso nomenclatural, pues se requieren investigaciones que ahonden en la comprensión de la función microglial y en la identificación de posibles subpoblaciones 

## Morfología

### Tipos de microglía atendiendo a su morfología
Hasta la fecha se han descrito diferentes tipos de microglía atendiendo a su morfología. Sin embargo, es importante resaltar que una misma célula microglial puede cambiar de forma a lo largo de la vida de manera asociada al envejecimiento y al contexto salud-enfermedad, mostrando además un comportamiento dimorfo según el sexo del individuo. En consecuencia, se ha propuesto que la evaluación de la morfología microglial sirva como una lectura clave de la reactividad y función de estas células.  No obstante, la morfología celular debe interpretarse únicamente como una indicación funcional, por lo que, para conocer con precisión la función de estas células, es necesario realizar un análisis molecular más profundo 
Estos cambios morfológicos no ocurren de manera aleatoria, sino que están determinados por una combinación de factores intrínsecos (como son las alteraciones genéticas y epigenéticas) y extrínsecos (como la presencia de moléculas en el microambiente celular, incluidos neurotransmisores como el GABA y el glutamato). 
Concretamente hay descritos 2 morfo-tipos microgliales en contexto fisiológico y 6 en contexto patológico: 
a. Morfo-tipos fisiológicos
1. Microglía de vigilancia: es la más abundante. Sus funciones son: monitorear el entorno con el fin de reconocer cambios moleculares, llevar a cabo la poda sináptica y fagocitar diferentes componentes del microambiente como son células apoptóticas, productos de desecho o proteínas aberrantes.[19]
2. Microglía satélite: desempeña funciones similares a la microglía de vigilancia, pero es menos abundante que esta.[17]

b. Morfo-tipos patológicos
1. Microglía hiperramificada: se visualiza en estadios iniciales de diferentes patologías.[17]
2. Microglía hipertrófica: lleva a cabo una rápida respuesta a lesiones eficazmente.[17]
3. Microglía ameboide: es la microglía con estado reactivo máximo. Por ello, se puede visualizar en áreas con elevada lesión tisular (por ejemplo, en el foco de un ictus).[20]
4. Microglía distrófica o senescente: recibe este nombre debido a que presenta características similares a las que se observan en células envejecidas o senescentes: alteraciones estructurales (fragmentación o torsión de sus prolongaciones, hinchamiento del soma celular y pérdida de ramificaciones finas) y disminución de su función inmunitaria (pérdida de eficacia en la detección de daño o patógenos, menor capacidad para eliminar desechos celulares o proteínas patológicas).[21]
5. Microglía en forma de bastón: se ha asociado a cerebros envejecidos y con neuropatologías. No obstante, falta aún mucha investigación.[17]
6. Microglía oscura: se ha asociado a cerebros envejecidos y con neuropatologías (entre las que destaca la enfermedad de Alzheimer). No obstante, falta aún mucha investigación.[17]

### Técnicas de estudio
Existen diferentes técnicas para llevar a cabo la caracterización morfológica de las células microgliales: 
1. Inmunohistoquímica (IHC): permite observar una aparente morfología celular variable en función del marcador celular inmunodetectado. El marcador diana microglial más empleado es la molécula citoplasmática Iba1 (del inglés, Ionized calcium-binding adapter molecule 1), porque proporciona detalles bastante notables de la morfología celular.[22] Sin embargo, es necesario tener en cuenta que esta molécula no es específica de la microglía, ya que también la expresan los macrófagos circulantes que pueden infiltrarse en el sistema nervioso central en caso de daño tisular.[12] Otro dato a tener en cuenta es que Iba1 microglial no se expresa únicamente en microglía proinflamatoria, sino que se puede observar en la microglía homeostática y en la inmunológicamente activada (tanto con función proinflamatoria como antiinflamatoria).[23]
2. Microscopía electrónica: proporciona conocimientos profundos acerca de cambios en orgánulos (ej.: aparato de Golgi, retículo endoplasmático, mitocondrias, lisosomas o fagosomas), así como del patrón de la heterocromatina nuclear asociada a cambios genéticos y epigenéticos. Todas estas alteraciones pueden ser indicadores del estado de salud celular.[17]  Otra información que podemos obtener de este tipo de técnica es interacciones microgliales, (fagocíticas y no fagocíticas) con otras células neuronales circundantes (neuronas y sus sinapsis, astrocitos y células del linaje oligodendroglial).[24]
3. Softwares: permiten investigar las diferencias morfológicas celulares al detalle revelando aspectos tridimensionales. Entre los más utilizados se encuentran: Neurolucida, CellProfiler, ImageJ, MIC-MAC, y 3DMorph.[17]